# Brian Greene
Brian Randolph Greene, född 9 februari 1963, är en amerikansk strängteoretiker. Han är utbildad vid Harvard och Oxfords universitet och arbetar sedan 1996 som professor vid Columbia University i New York. Greene är mest känd för allmänheten tack vare de populärvetenskapliga böckerna Ett utsökt universum (1999), Det stoff varav kosmos väves (2004) och The Hidden Reality (2011), som beskriver den moderna fysiken, inklusive relativitetsteori, kvantmekanik och strängteori. Han är även en av grundarena bakom World Science Festival, vars mål är att informera och inspirera allmänheten på ett vetenskapligt sätt.

### Populärvetenskap
- Ett utsökt universum: supersträngar, dolda dimensioner och sökandet efter den slutgiltiga teorin (1999)
- Det stoff varav kosmos väves: rummet, tiden och verkligheten (2004)
- Icarus at the Edge of Time (2008)
- The Hidden Reality: Parallel Universes and the Deep Laws of the Cosmos (2011)
- Until the End of Time (2020)

### Tekniska artiklar (ett urval)
För en full lista se publikationslistan i INSPIRE-HEP-databasen.
- Easther, Richard; Greene, Brian R.; Jackson, Mark G.; Kabat, Daniel (2005). ”String windings in the early universe”. Journal of Cosmology and Astroparticle Physics. doi:10.1088/1475-7516/2005/02/009. Bibcode: 2005JCAP...02..009E.
- Easther, Richard; Greene, Brian R.; Kinney, William H.; Shiu, Gary (2002). ”A generic estimate of trans-Planckian modifications to the primordial power spectrum in inflation”. Physical Review D 66 (2). doi:10.1103/PhysRevD.66.023518. Bibcode: 2002PhRvD..66b3518E.
- R. Easther, B. Greene, W. Kinney, G. Shiu, "Inflation as a Probe of Short Distance Physics". Phys. Rev. D64 (2001) 103502.
- Brian R. Greene, "D-Brane Topology Changing Transitions". Nucl. Phys. B525 (1998) 284–296.
- Michael R. Douglas, Brian R. Greene, David R. Morrison, "Orbifold Resolution by D-Branes". Nucl.Phys. B506 (1997) 84–106.
- Brian R. Greene, David R. Morrison, Andrew Strominger, "Black Hole Condensation and the Unification of String Vacua". Nucl.Phys. B451 (1995) 109–120.
- P.S. Aspinwall, B.R. Greene, D.R. Morrison, "Calabi–Yau Moduli Space, Mirror Manifolds and Spacetime Topology Change in String Theory". Nucl.Phys. B416 (1994) 414–480.
- B.R.Greene and M.R.Plesser, "Duality in Calabi-Yau Moduli Space". Nucl. Phys. B338 (1990) 15.